# Тамна звезда (астрономија)
Тамна звезда је теоретски објекат који је компатибилан са класичном механиком те, због своје велике масе, има површинску Другу космичку брзину која је једнака или превазилази брзину светлости. Како на светлост утиче главитација по класичној механици је неразрешено, али када би била убрзана на исти начин као пројектили, било која светлост емитована на површину тамне звезде би била заробљена звездином гравитацијом, чинећи је тамном, по чему је и добила име.

## Историја тамне звезде

### Џон Мичел и тамне звезде
Током 1783. године, геолог Џон Мичел је написао дуго писмо Хенрију Кевендишу, у којем је оквирно описао очекивана својства тамних звезда, објављено 1784. године од стране Краљевског друштва. Мичел је прорачунао да када је друга космичка брзина на површини звезде била једнака или већа од брзине светлости, генерисана светлост би била гравитацијски заробљена, те звезда не би била видљива удаљеном астроному.
Ако би полупречник исте густине као Сунчев премашио пречник Сунца у пропорцији 500 према 1, тело које има бесконачну висину ка њему би стекла на својој површини већу брзину од брзине светлости, што би резултирано тиме да би та светлост била привучена од стране исте силе пропорнионалне са њеном vis inertiae, са другим телима, сва светлост емитована са таквих тела би морала да се врати назад због своје личне гравитације.

Из овога се да закључити да је утицај гравитације идентичан утицају на масивне објекте.
Мичелова идеја за рачунање броја такве невидљиве звезде је подстакла рад многих астронома 20. века: он је предложио да, с обзиром да одређена пропорција система дуплих звезда може садржати бар једну тамну звезду, можемо тражити и каталогизирати што више система дуплих звезда, и идентификовати случајеве где је видљива само једна циркуларна звезда. То би онда пружило исту врсту статистичке подлоге за прорачунавање количине других невиђених звезданих материја које можда постоје, поред већ видљивих звезда.

### Тамне звезде и гравитационе промене
Мичел је такође предвидео да би будући астрономи могли да идентификују површинску гравитацију удаљених звезда само видевши како се звездана светлост пребацује на слабији део спектара, што је претеча Њутнове идеје о промени гравитације из 1911. године. Међутим, Мичел је цитирао Њутна рекавши да плава светлост има мање енергије од црвене (Њутн је сматрао да су масивније честице повезане са већим таласним дужинама), те је Мичел предвидео да су промене у спектру биле у погрешном правцу. Тешко је рећи да ли је Мичелово пажљиво цитирање Њутновог става о овоме приказивало мањак убеђења код Мичела у то да ли је Њутн био у праву.

### Таласна теорија светлости
Године 1796. је математичар Пјер Симон Лаплас промовисао исту идеју у првом и другом издању своје књиге Exposition du système du Monde, наводно независно од Мичела.
Лаплас је можда то касније и уклонио из својих наредних издања због расзвитка таласне теорије о светлости; светлост за коју се тада веровало да је безмасни талас, те није могао да утиче на гравитацију. Иако је немачки физичар, математичар и астроном Јохан Георг вон Солднер наставио са Њутновом корпускуларном теоријом светлости тек 1804. године, грпуно, физичари су дошли на ту идеју.

### Индиректна радијација
Тамне звезде и црне рупе обе имају другу космичку брзину једнаку или која премашује брзину светлости, као и критички радијус који износи r ≤ 2M.
Међутим, тамна звезда може емитовати индиректну радијацију - светлост окренуту ка спољашњости и материју која може напустити површину од r = 2M брзо пре него што буде заробљена, и самим тим је изван критичке површине, те може реаговати са другим материјама, или може бити слободно убрзана од звезде са шансом да реагује са другим материјама. Стога, тамна звезда има врло ретку атмосферу састављену од честица-посетилаца, и овај провидни ореол начињен од материје може бити радиоактиван, мада врло слабо.
Друга ставка јесте да бити бржи од светлости јесте могуће према Њутновим законима физике, могуће је да објекти лете са довоњно силе да побегну.

## Поређење са црним рупама
Утицаји радијације
Тамна звезда може емитовати индиректну радијацију, као што је горе описано. Црне рупе описане тренутним теоријама о квантној механици емитују радијацију путем другачијег процеса - Хокинг радијације, који је успостављен 1975. године. Радијација емитована тамном звездом зависи од своје композиције и структуре; за Хокинг радијацију се сматра да зависи једино од масе црне рупе, њеног пуњења, и момента импулса, иако парадокс информација о црним рупама то чини врло контроверзним.
Ефекти који преламају светлост
Иако су историјски Њутнови аргументи могли одвести ка гравитационој дефлексији светлости, општа теорија релативности предвиђа дупло више дефлексије у зраку који облаже Сунце. Ова разлика се може описати додатним доприносом кривини простора под модерном теоријом: док је Њутновска гравитација аналогна са временско-просторним компонентама Рајмановог тензора кривине опште теорије релативности, тензор кривине такође садржи и чисто просторне компоненте, и оба овлика кривине доприносе потпуној дефлексији.